# Гангстерські війни: Кров на вулицях
Гангстерські війни: Кров на вулицях — кримінальна драма 2005 року.

## Сюжет
Назву міста Філадельфія можна перекласти з латинської як «братство любові». Але на його вулицях не пахне ні братерством, ні, тим паче, любов'ю. Коли кілька крутих кримінальних угрупувань ділять місто, не до ідеалів гуманізму — вижити б! Війна банд в самому розпалі: наркобарон Бінс відчайдушно бореться з зубастими конкурентами за зони впливу, які невпинно зменшуються; рекетир Дейм намагається розширити свій бізнес; авторитет Локо, який щойно вийшов з в'язниці, готується вступити в гру, щоб відтяти свій шматок пирога.